# Nematopalaemon tenuipes
Nematopalaemon tenuipes är en kräftdjursart som först beskrevs av Henderson 1893.  Nematopalaemon tenuipes ingår i släktet Nematopalaemon och familjen Palaemonidae. Inga underarter finns listade i Catalogue of Life.